# Crassispira harpularia
Crassispira harpularia é uma espécie de gastrópode do gênero Crassispira, pertencente à família Pseudomelatomidae.